# Hongkongs självständighetsrörelse
Hongkongs självständighetsrörelse (engelska: Hong Kong independence movement, kinesiska: 香港獨立運動) är en internetbaserad rörelse som förespråkar att Hongkong blir en självständig stat.

## Bakgrund
Genom fördraget i Nanking 1842 tillföll Hongkong Storbritannien. 1860, efter det kinesiska nederlaget i det Andra opiumkriget, hamnade också Kowloonhalvön och Stonecutter'sön under brittiskt styre genom Konventionen i Peking.

### Fotnoter
1. ↑  安平，“港独”暗流涌动网际 与各路分裂势力关系密切，中国新闻网，中新社香港，6 februari 2005